# Гладкий Микола Дмитрович
Гладки́й Микола Дмитрович (*1885, Борзна — †1942?, Красноярськ) — український мовознавець, поет. Брат Петра Гладкого, чоловік Вероніки Гладкої. Офіцер Генштабу Армії УНР. Делегат Трудового конгресу (1919).
Жертва сталінського терору.

## Біографія
Навчався в Університеті святого Володимира у Києві (1904—1907 рр; виключений за участь у студентських заворушеннях) та Харківському університеті (1908—1912). Згодом учителював у Житомирі, співробітничав з товариством «Просвіта», етнографічною секцією Товариства дослідників Волині, був співзасновником житомирського видавництва «Струмок» (1911); друкував статті на педагогічні та психололічні теми і поезії у журналі «Світло», «Маяк» (1913).
Від середини 1914 — у російській армії, 1915 — у таборі військовополонених у м. Зальцведель (Німеччина), де під псевдонімом Микола Струмок публікувався в табірській українській пресі, видав збірку віршів «На війні та в неволі» (1917). Основна тема поезії Гладкого — протест проти братовбивчої війни, туга за рідним краєм, пейзажна лірика («Згадки», «Мені знов сниться…», «В Карпатах»).
Від 2-ї половини 1917 жив у Петрограді (нині Санкт-Петербург), згодом — у Житомирі й Києві; працював у Генштабі армії УНР.

### Науковець
1927—1930 — співробітник Інституту української наукової мови ВУАН, причетний до укладання кількатомного «Російсько-українського словника» (з якого було видано лише половину — томи 1—3, Київ, 1924—1933).
Автор та редактор словників і правописних праць з культури мови, стилістики, історії української мови.
Уклав «Практический курс украинского языка» (Житомир, 1918; Київ, 1924) для російських шкіл.
Переклав з російської повість Марка Вовчка «Промітний Чміль» (1927).

### Терор
1930 року заарештований з політичних мотивів, відтоді вимушено проживав у Середній Азії (Ташкент), 1936-го повернувся на Південь України, але невдовзі був знов ув'язнений і засланий до Сибіру.
Реабілітований 1989.

## Праці
- Українська мова. Історичний нарис української мови // Комунар. 1925. № 11;
- Словничок «Пролетарської правди». К., 1925;
- Проблеми розвитку нашої літературної мови // ЖР. 1925. № 10;
- Мова нашої преси (До проблеми культури українського слова) // Там само. 1926. № 6; 1927. № 3—4, 6, 7;
- Проблема культури українського слова // Там само. 1927. № 2;
- Фразеологія газетної мови // Червона преса. 1928. № 1, 2;
- Проблема української мови // Пролетар. правда. 1928, 20 трав.;
- Наша газетна мова. Х., 1928; [Архівовано 19 вересня 2020 у Wayback Machine.]
- Новий український правопис. К., 1929; 1930 (співавт.);
- Правописний словник-покажчик до офіційного «Українського правопису НКО УРСР». К., 1929;
- Мова сучасного українського письменства. Х.; К., 1930.
- Гладкий М. Новий український правопис / Микола Гладкий. — Б. м. : б. в., 1929. — 61, 2 с. — (Бібліотека газети ”Пролетарська правда”).